# A Família Addams
A Família Addams (no original, The Addams Family) é uma família fictícia de senso de humor irônico e mórbido, uma inversão satírica da família americana ideal, originário das tiras de quadrinhos nos anos 1930, criado pelo cartonista norte-americano Charles Addams, passando pela televisão, pelo cinema, e teatro. A Família Addams apareceram originalmente num grupo de 150 painéis de cartoons, cerca de metade dos quais foi publicada na revista de elite The New Yorker entre a estreia em 1937 até à morte de Addams em 1988, foram popularizados na série da ABC. Desde então a história foi adaptada para outras mídias, incluindo a série de televisão dos anos 60, animações, videogames, o filme de 1991 e sua continuação de 1993, um direto ao vídeo de 1998, musicais, uma animação 3D em 2019 com uma continuação em 2021, sobre a filha mais velha, Wednesday Addams a série Estadunidense: Wandinha.
Os Addams são uma inversão satírica da família americana tradicional do século 20: um clã aristocrático rico e estranho que se delicia com o macabro e o sobrenatural e aparentemente não sabem ou não se preocupam com o fato de as outras pessoas os acharem bizarros ou assustadores.
A franquia tornou-se um marco da cultura popular. Ela gerou uma série de videogames, livros e trilhas sonoras baseadas em sua música-tema indicada ao Grammy. Eles tiveram uma forte influência nos quadrinhos americanos, cinema e televisão, além de serem vistos como uma inspiração para a subcultura gótica e sua moda.

## Origem

### Criação
Charles Addams (1912-1988) tinha uma queda pelo bizarro, com sua coleção de atiradores de flechas e a lápide de uma menina sendo usada como mesa de centro. O mórbido dos desenhos do início da carreira acompanhou o artista para o resto da vida. Mas se converteu rapidamente em um excelente senso de humor. Originalmente nenhum dos membros da família Addams tinham nomes, quando o conceito de uma família tipicamente americana às avessas chamou a atenção da rede ABC em 1964, Charles tratou de aprofundar as personalidades da família, e finalmente deu-lhes nomes. Para o patriarca da família, surgiu os nomes Repelli e Gomez, sendo o segundo o nome escolhido, e seria filho Pubert, que foi rejeitado por tabu da época, entretanto, décadas depois o nome foi reaproveitado no filme A Família Addams 2. Em 1964 era lançado nos Estados Unidos o sucesso "The Addams Family" com 64 episódios estrelado por John Astin e Carolyn Jones, a série ficou no ar até 1966 e desde então é reprisada em várias emissoras de televisão em todo o mundo, que popularizou os personagens.

## Personagens
Os Addams, que não tem nomes nos desenhos de Charles Addams mas receberam batismos na primeira série televisiva, consistem no abastado advogado e empresário Gomez Addams (Covas/Gomez Addams, no Brasil), que tinha como passatempo favorito explodir trens de brinquedo e excitava-se toda vez que sua esposa Morticia falava em francês. A sensual mulher de visual exótico e expressão macabra era mãe de duas crianças: a gótica e fria Wednesday (Venenilda/Wandinha, no Brasil) e o ingênuo Pugsley (Eddie/Feioso, no Brasil), que se divertiam brincando de tentar matar um ao outro. A família ainda conta com o aloprado Tio Fester (Tio Funéreo/Tio Chico, no Brasil), que tinha um vasto conhecimento sobre tudo que é macabro; a vidente Grandmama (Vovó Addams/Vovó Bruxa, no Brasil), mãe de Gomez Addams, que com um caldeirão cozinha e também cria poções mágicas para resolver o problema de todos; Itt (Primo Itt/Coisa), o primo de Gomez, um sujeito com tanto cabelo que não se vê nenhuma parte de seu corpo. Outros habitantes do lar dos Addams são o mordomo Lurch (Lacraio/Tropeço, no Brasil), uma criatura enorme (com certa semelhança no Monstro de Frankenstein), sem expressão e de poucas palavras; e o Thing T. Thing (Coisa/Mãozinha, no Brasil), uma mão sem corpo que vivia dentro de uma caixa.

## Adaptações

### Televisão
Em 1964 foi criada a série A Família Addams, que durou 64 episódios ao longo de três temporadas.
Em 1998 a produtora Saban assumiu os direitos da série e fez a série The New Addams Family, com uma temporada de 65 episódios.
Tim Burton fez a série Wednesday, centrada na filha mais velha, para a Netflix em 2022.

### Filmes
Barry Sonnenfeld dirigiu em 1991 o filme The Addams Family, um sucesso de bilheteria que inspirou a continuação de 1993 Addams Family Values.
Em 1998 a Saban produziu um filme lançado direto em vídeo que serviria de predecessor da série The New Addams Family, Addams Family Reunion. Sem conexão com os outros filmes, também só reteve dois atores, Carel Struycken (Tropeço) e Christopher Hart (Mãozinha).

### Desenhos
Em 1972, a Hanna-Barbera incluiu na série The New Scooby-Doo Movies um episódio no qual o elenco de Scooby-Doo visitava a casa dos Addams. No ano seguinte a família ganhou seu próprio desenho. Em 1992, o sucesso do filme inspirou uma nova animação da Hanna-Barbera.
Em 2019 foi lançado o longa animado em computação gráfica The Addams Family, que levou à continuação The Addams Family 2 em 2021.

### Jogos
Foram lançados oito jogos baseados na A Família Addams: Fester's Quest (1989), inspirado no seriado original para o Nintendo Entertainment System; a máquina de pinball The Addams Family em 1991;The Addams Family (1992), inspirado no filme, incialmente para o NES, Super Nintendo Entertainment System e o Game Boy, e mais tarde para o Sega Mega Drive, Master System e Game Gear (ambos baseados na versão para o NES mas com gráficos diferentes), TurboGrafx-CD (desenvolvido separadamente) e Amiga; The Addams Family: Pugsley's Scavenger Hunt (1992), inspirado na série animada para Super NES, Game Boy, e NES; Addams Family Values (1993), baseado no filme, para Super NES, Mega Drive e Game Boy; The New Addams Family (2001), inspirado na série homônima, para Game Boy Color;The Addams Family Mystery Mansion (2019), baseado no longa animado para iOS e Android; e The Addams Family: Mansion Mayhem (2021), baseado nos dois longas animados, para PlayStation 4, Nintendo Switch, PC, Xbox One e Xbox Series X.